# Célula-tronco embrionária
As células do zigoto, são ditas totipotentes, pois podem dar origem a todos os tecidos (ectoderme, mesoderme, endoderme e tecidos extra-embrionários) e suas posteriores especializações. Ao longo das divisões que ocorrem durante o desenvolvimento embrionário, há um estágio chamado de blastocisto, que possui uma massa interna de células envoltas pela trofoectoderme. A trofoectoderme gera apenas os tecidos extra-embrionários, enquanto as células da massa interna são conhecidas como células-tronco embrionárias, ditas pluripotentes porque podem dar origem a todos os tecidos do organismo (ectoderme, mesoderme e endoderme), mas não aos tecidos extra-embrionários.
As células-tronco possuem três características gerais: (a) dividem-se dando origem a células iguais a ela, (b) são indiferenciadas e (c) podem dar origem a células especializadas ou diferenciadas.

## Formação das células-tronco embrionárias após a fertilização[1]
- Dia 1: de 18 a 24 horas após a fertilização
- Dia 2 (24 para 25 horas): o zigoto sofre a primeira clivagem e produz um embrião de duas células
- Dia 3 (72 horas): o embrião chega ao estágio de 8 células, chamado de mórula. Neste estágio a influência do genoma materno (dada pela presença de mRNAs e proteínas no oócito) é reduzida
- Dia 4: as células do embrião aderem umas as outras, em um processo conhecido como compactação
- Dia 5: a cavidade do blastocisto é completada. A massa interna de células começa a se separar das células externas, que se tornarão a trofoectoderme e rodearão o blastocisto. A massa interna de células tem em torno de 30 células, que são as células-tronco embrionárias

## Propriedades que definem uma célula-tronco embrionária[1][2]
- Derivadas da massa interna de células do blastocisto
- Capazes de se multiplicar sem se diferenciar sem ficarem senescentes (auto-renovação), pois o gene da enzima telomerase está ativo
- Exibem e mantêm cariótipo normal após as divisões
- Podem dar origem a tipos celulares especializados, derivados dos folhetos embrionários
- Clonogênicas (uma única célula-tronco embrionária pode gerar uma colônia de células idênticas, com as mesmas propriedades da célula original)
- Podem ser induzidas à proliferação contínua ou à diferenciação
- Diferente das células somáticas, as células-tronco embrionárias não requerem nenhum estímulo externo para iniciar a replicação do DNA
- Não possuem cromatina sexual, ou seja, ainda não ocorreu a inativação de um dos cromossomos X nas fêmeas
- Geram teratomas in vivo
- Expressam vários marcadores específicos

## Marcadores de células-tronco embrionárias
Os marcadores de superfície mais comuns são SSEA-3, SSEA-4, TRA-1-60, TRA-1-81, fosfatase alcalina e GTCM-2. Os fatores de transcrição mais comuns são Oct-4, Nanog, Sox2 e Rex1. A descrição de alguns deles encontra-se abaixo:
- Fator de transcrição Oct-4 (também chamado de Oct-3 ou Oct-3/4): responsável por regular a capacidade de auto-renovação, sendo necessário (mas não suficiente) para manter as células-tronco embrionárias num estado proliferativo não diferenciado. Um aumento de expressão de duas vezes ou mais causa diferenciação das células-tronco embrionárias em mesoderme ou endoderme, enquanto uma diminuição para 50% ou menos de expressão causa diferenciação em trofoectoderme
- Nanog: fator de transcrição que promove a auto-renovação e pluripotência das células-tronco embrionárias e também a formação do epiblasto
- BMP: quando atua na sinalização de Smad, inibe a diferenciação das células-tronco embrionárias, ao passo que também pode atuar na diferenciação em mesoderme ou endoderme na ausência de LIF (que neste caso atua ativando a sinalização via STAT3)
- LIF: além de atuar inibindo a diferenciação (via STAT3), quando envolvido na sinalização ERK, atua contribuindo para a diferenciação da células-tronco embrionárias

## Pesquisas
Estudos com células-tronco embrionárias humanas podem gerar informações a respeito dos complexos eventos que ocorrem durante o desenvolvimento. O principal objetivo dessas pesquisas é identificar como células-tronco indiferenciadas se tornam células diferenciadas que formam tecidos e órgãos. Os cientistas sabem que a ativação e a repressão de genes tem um papel central nesse processo.